# ZiS-30 (自走砲)
ZiS-30は第二次世界大戦において、ソビエト連邦が装甲トラクターを基に急造した対戦車自走砲である。

## 概要

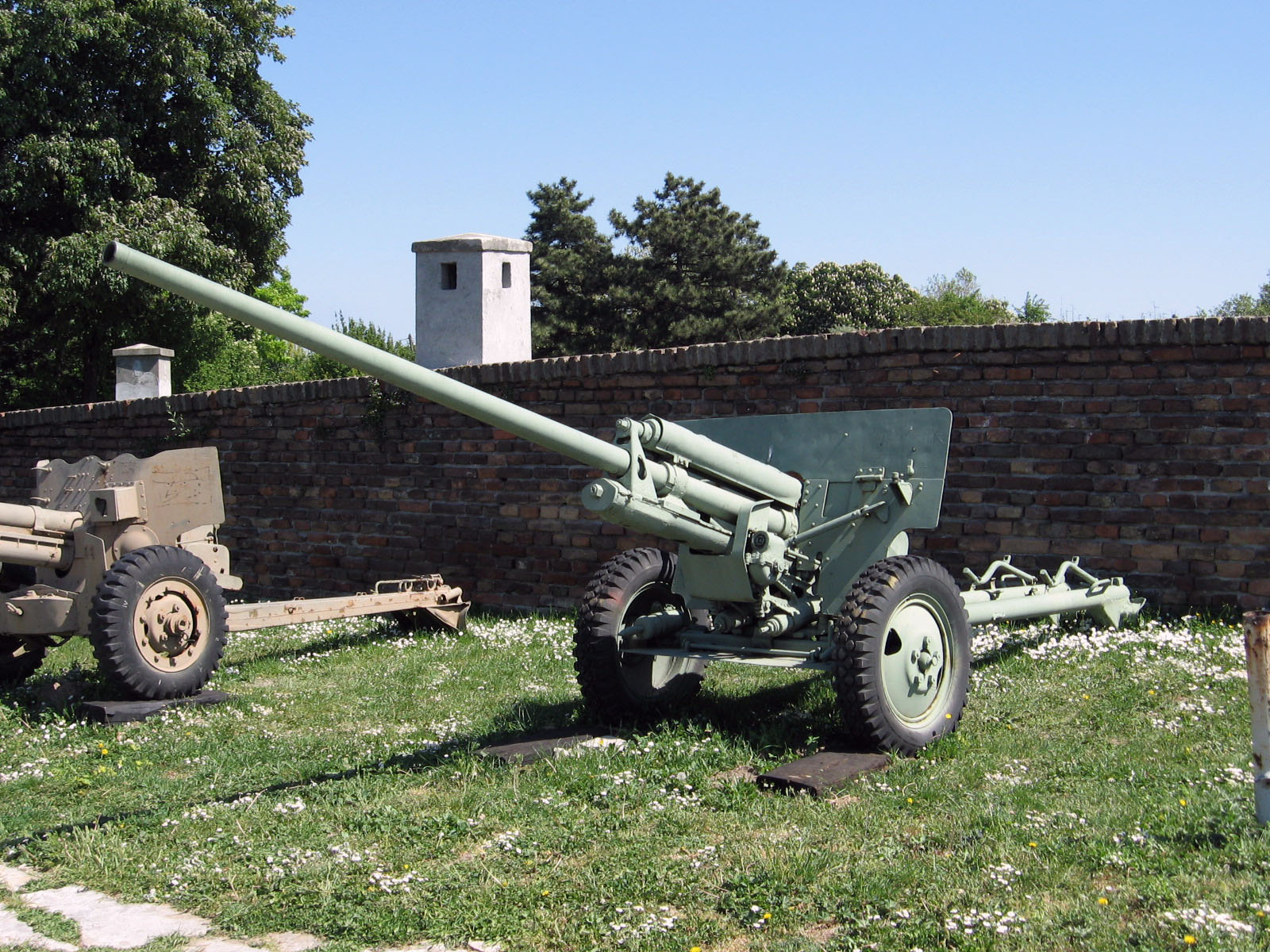
ZiS-2 57mm対戦車砲

第二次大戦前のソ連陸軍の砲兵部隊は、機甲化を推進していたミハイル・トゥハチェフスキー元帥以下、多数が粛清されたこともあり、自走砲の配備が遅れていた。いくつかの計画が立てられ試作車輌が作られたものの、そのほとんどは中断されるか、わずかな生産数に終わっていた。
ドイツ軍による侵攻を受けた翌月の1941年7月1日、軍需工業人民委員部は37mm高射機関砲、57mm対戦車砲、85mm高射砲を搭載する各種の対空・対戦車自走砲を早急に開発することを命じた。
このうち57mm ZiS-2対戦車砲を搭載するタイプを担当したのは、ゴーリキーの第57工場で、非常に短期間のうちにZiS-30とZiS-31の二つの自走砲の試作車が完成した。前者は対戦車砲や野砲の牽引用装甲トラクターであるコムソモーレッツに搭載した装軌車輌、後者は装甲を増設した6綸（後部2軸はダブルタイヤ）のGAZ-AAAトラックに搭載した装輪車輌であった。
比較試験の結果、車台の大きいZiS-31が砲の操作性や安定性で勝っていたが、湿地や不整地での機動性に劣るため、ZiS-30が採用されることとなった。そして第92工場に同年9月1日からの生産が命じられた。
しかし、ベースとなるコムソモーレッツの生産が行われていたのはモスクワの第37工場だけだったが、この頃にはT-60軽戦車の生産ラインに切り替えられてしまっており、新たなトラクターの生産は不可能となっていた。このため部隊に配備されていた車輌がかき集められ、砲を搭載し乗員の足場を増設する改造が行われ、9月21日から10月15日までの101輌（試作車除く）の限定生産に終った。そして生産中の9月末には軍への引き渡しが始まり、モスクワ防衛のために部隊配備された。

## 実戦投入
ZiS-30はあくまで応急的な自走砲であり、小さすぎる車体に強力な砲を搭載したことにより様々な問題が発生した。試作車の試験では、重心が高く足回りが華奢なため、発砲時の反動による揺れがすぐには収まらず、次の狙いがつけられないので発射速度が低くなることが判明した。このため量産型では車体後部左右にアウトリガーを追加して反動を抑えることで、発射速度は向上している。しかし足場は狭く操作性や居住性に劣り、乗員を守る装甲は小さすぎ、搭載弾薬や燃料は少なく、無線も装備しておらず、エンジンの出力も不足していた。それでも搭載したZiS-2対戦車砲そのものの威力は大きく、当時配備されていたあらゆるドイツ軍戦車の装甲を貫くことができ、それが自走できるという点で運用側には好評だったという。42年春までに消耗された後は生産されなかった
モスクワ防衛のために奮戦したZiS-30であったが激戦の中消耗し、翌年の夏までにはほぼ全滅している。生産数の少ないZiS-2に代えて、同じ砲架を用いた76.2mm ZiS-3師団砲（野砲）に変更した型も計画されたが、ベースとなるコムソモーレッツの不足により中止となった。